# Tecodonts
Els tecodonts (Thecodontia, gr. 'dents en conques') és un antic ordre, avui en desús, d'arcosaures primerencs que aparegueren en el període Permià superior i van florir en el Triàsic.
En aquest grup s'incloïa als ancestres dels dinosaures i els seus descendents, les aus, als ancestres dels pterosaures i dels cocodrils), així com altres formes que no van tenir descendència. El nom Thecodontia va ser proposat per Richard Owen l'any 1859.

## Definició
Els tecodonts es definia per certes característiques primitives compartides, com ara la finestra suborbital (una obertura en cada costat del crani entre les òrbites oculars i les finestres del nas) i dents en alvèols. Thecodontia significa en grec "dent en conca" referint-se al fet que les dents dels tecodonts estaven inserits en alvèols de les mandíbules; una característica arcosauriana que va ser heretada després pels dinosaures.
Constitueixen un grau evolutiu d'animals, un «tàxon calaix de sastre» en el qual s'incloïa qualsevol arcosaure que no fos un cocodril, un pterosaure o un dinosaure, és a dir qualsevol arcosaure basal. Thecodontia és un grup parafilètic, és a dir inclou entre els seus descendents animals que no siguin tecodonts; atès que el sistema cladístic de classificació només reconeix tàxons monofilètics, el terme no és utilitzat per la majoria dels paleontòlegs actuals, malgrat que pot trobar-se llibres més antics i fins i tot en alguns força recents.